# Jon Robert Holden
Jon Robert Holden (en rus Джон Ро́берт Хо́лден; Pittsburgh, Pennsilvània, 10 d'agost de 1976) és un exjugador de bàsquet estatunidenc nacionalitzat rus el 2003. Va jugar la major part de la seua carrera en el CSKA de Moscou de la lliga russa i va ser membre de la selecció russa. Mesura 1.85 metres i pesa 84 quilograms. Jugava en la posició de base o escorta.

## Biografia
John Robert Holden arribà a Europa el 1998 en acabar la seua carrera universitària en Bucknell. Fou contractat pel ASK Broceni Riga de Letònia amb un sou de 3.000 Dòlars. Va passar per Letònia (Broceni), Bèlgica (Ostende) i Grècia (AEK) abans d'arribar el 2002 al CSKA de Moscou de la Superlliga russa.
El 20 d'octubre de 2003, Holden es va convertir en ciutadà rus per decret del President Vladímir Putin. Aquest moviment va ser provocat per les noves regulacions de la Federació de Bàsquet russa que restringia el nombre d'estrangers, i expressament d'americans, que podien arribar a tindre els equips russos. En resposta a aquesta regulació, el president del CSKA Sergei Kushchenko va proposar la idea que Holden obtinguera la ciutadania, i l'alcalde de Moscou Yury Luzhkov i el Comitè Estatal Esportiu Rus van escriure cartes en suport del decret de Putin. Holden actualment manté la doble ciutadania nord-americana i russa.
Amb l'equip nacional de Rússia, Holden fou una de les peces claus en la medalla d'or aconseguida per la seua selecció en l'Eurobasket 2007.

## Equips
- 1994-1998:  Bucknell University
- 1998-1999:  ASK Broceni Rīga
- 1999-2001:  Telindus Oostende
- 2001-2002:  AEK Atenes
- 2002-2011:  CSKA de Moscou

## Palmarés

### Clubs
- Campió de la lliga letona: 1999
- Campió de la lliga belga: 2001
- Campió de la copa belga: 2001
- Campió de la lliga grega: 2002
- 9× Campió de la lliga russa: 2003, 2004, 2005, 2006, 2007, 2008, 2009, 2010, 2011
- 4× Campió de la copa russa: 2005, 2006, 2007, 2010
- 2× Campió de l'Eurolliga: 2006, 2008

### Equip nacional rus
- Eurobasket 2007:

### Premis individuals
- Jugador de l'any de la lliga russa segons la web Eurobasket.com: 2003
- Màxim anotador de la final de l'Eurolliga: 2009
- MVP de la Final Four de la lliga Russa: 2010
- Membre de l'equip de la dècada 2000-10 de l'Eurolliga